# 喬·強納斯
約瑟夫·亞當·強納斯（英語：Joseph Adam Jonas，1989年8月15日—），是一名美國歌手、詞曲作家及演員，是為美國流行樂團強納斯兄弟的主唱之一。會演奏的樂器有吉他、電吉他、爵士鼓、小手鼓、鋼琴。另外，喬本人認為他的歌聲也是一種樂器。當初喬並沒有意願當歌手，而是當一個喜劇演員。2015年9月，喬成為樂團DNCE的主唱。

## 早年生活
約瑟夫·亞當·強納斯出生於卡薩格蘭德。母親丹妮絲（Denise，娘家姓）是一名手語老師和歌手。父親保羅·凱文·強納斯（Paul Kevin Jonas），是一名詞曲作家和音樂家，並曾於神召會教堂擔任牧師。喬有義大利（來自曾祖父）、德國、英格蘭、愛爾蘭、蘇格蘭、切羅基和法國-加拿大的血統。

## 音樂作品

### 獨唱歌曲
- （收錄於年少輕狂專輯）
- （收錄於堅持到底專輯）
- （收錄於搖滾夏令營電影原聲帶）
- （收錄於強納斯兄弟影集）
- （收錄於強納斯兄弟洛城生活電視原聲帶）
- （收錄於強納斯兄弟洛城生活電視原聲帶）

### 個人專輯
- 2011年10月11日：《光速生活》（Fastlife）

## 個人生活
強納斯曾與美國創作歌手泰勒絲在2008年時交往三個月。
強納斯亦曾與出現在強納斯兄弟歌曲〈Lovebug〉音樂錄影帶的美國演員卡蜜拉·貝兒於2008年底至2009年中交往數月。

強納斯與合演《搖滾夏令營》的美國歌手黛咪·洛瓦托交往數年，不過幾年後洛瓦托表示他們只在2010年交往大約過一個月。
強納斯於2016年開始與英國演員蘇菲·特納交往，2017年10月訂婚。两人在2019年5月结婚。2020年7月，特納產下女兒Willa Jonas。兩人在2023年分居，並於次年9月離婚。

## 外部連結
- 喬·強納斯的X（前Twitter）（英文）
- 喬·強納斯在互联网电影资料库（IMDb）上的資料（英文）